# PFC Dobrudscha Dobritsch
Der PFC Dobrudscha (bulgarisch ПФК Добруджа, von bulg. Професионален футболен клуб Добруджа/Profesionalen futbolen Klub Dobrudscha) ist ein bulgarischer Fußballverein aus Dobritsch, der momentan in der bulgarischen B Grupa spielt. Die Vereinsfarben sind Grün und Gelb.

## Geschichte
Der Verein wurde 1919 als Vereinigung der Fußballklubs Wichar, Orlow und Slawia unter dem Namen Dobrudscha gegründet. Zwischen 1949 und 1957 trug er die Namen Tscherweno sname, Spartak und Septemwri, um 1957 in PFK Dobrudscha umbenannt zu werden. Der PFC Dobrudscha weist 14 Saisons in der höchsten bulgarischen Fußballliga, der A Grupa, und 41 in der zweiten B Grupa auf.

## Sportliche Erfolge
- 7. Platz in der A Grupa (1995/96)
- 1. Platz in der B Grupa (1965/66)

## Bekannte Spieler
- Stojtscho Stoilow
- Bontscho Gentschew
- Milen Petkow
- Atanas Bornosuzow
- Petar Schekow (erfolgreichster Torjäger Europas 1968/1969)